# Catherine Hubbacková
Catherine Anne Austenová Hubbacková, ang.: Catherine Anne Hubback, roz. Austen (7. července 1818 – 25. února 1877, Gainesville, Virginie, USA) byla dcera sira Francise Austena, bratra známé spisovatelky Jane Austenové, a tedy její neteří.
Začala psát romány, aby uživila rodinu poté, kdy byl její manžel hospitalizován po nervovém zhroucení. Protože měla k dispozici rukopisy své proslulé tety, dopsala její nedokončený román Watsonovi a vydala jej v roce 1850 pod názvem Mladší sestra. V následujících třinácti letech napsala dalších devět románů. Posledních sedm let života strávila v Americe. Kromě prozaického díla je její přínos i v seznámení široké veřejnosti s dílem Jane Austenové, v čemž po její smrti pokračovala i její rodina.

## Dílo (výběr)
- The younger sister, Londres, T. Cautley Newby, 1850
- The rival suitors, 1857
- The mistakes of a life, T. Cautley Newby, 1863
- May and December, 1854